# 江前明
江前明（1962年—）笔名枭文、天歌，浙江宁波人，中国人民解放军少将，中华人民共和国作家。

## 生平
江前明是中国共产党党员。1983年自宁波师专中文系毕业，1984年自南京陆军学校指挥系毕业，1989年自浙江师范大学政教系毕业，1998年自中国社会科学院研究生院市场经济专业毕业。1983年应征入伍，历任排长、副连长，中国人民解放军南京军区组织部干事，某水兵训练团政治教导员，中国人民解放军总政治部干部部正营职、正团职、副师职干事，副局长等。曾立二等功一次，三等功二次。后任中国人民解放军总参谋部三部政治部主任等职务。2015年，江前明调任总参谋部下属的中国人民解放军理工大学政委。2017年，调任中国人民解放军陆军政治工作部副主任。
1982年开始发表作品。1997年加入中国作家协会。

## 著作
- 中篇报告文学《太阳花，向着二十一世纪开放》
- 中篇小说《七色音符》（合作）
- 长篇报告文学《都市著风流》（合作）、《开国大典六小时》（合作）、《天机》、《杀机》、《玄机》
- 小说《小辣子》
- 报告文学《淮河之子》（获大地杯全国征文二等奖）
- 小说《心之光》（获省级刊物年度优秀奖）
- 长篇报告文学《开埠——中国南京路一百五十年》（合作）（获《昆仑》优秀作品奖、全军文艺新作品奖一等奖、鲁迅文学奖、中国图书奖）[1]